# 전략 항공수송 능력 확충 계획

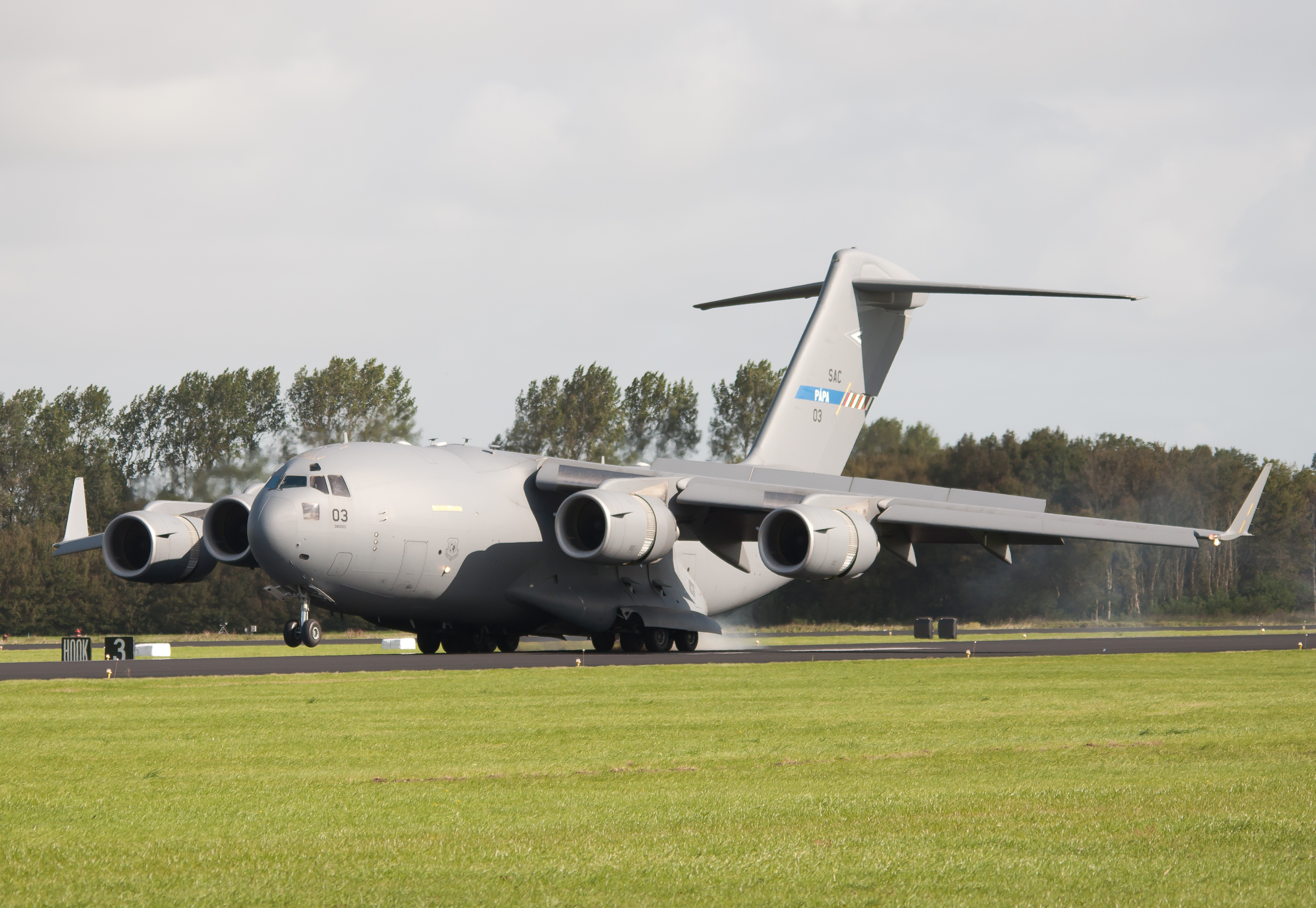
전략 항공수송 능력 확충 계획 보잉 C-17 글로브마스터III 항공기는 SAC의 12개 회원국이 소유하고 있다.

전략 항공수송 능력 확충 계획(Strategic Airlift Capability, SAC)은 참여국에 군사 항공수송 능력의 접근을 보장함으로써 전략공수와 전술공수의 증가하는 수요를 해결하기 위한 다국적 이니셔티브이다.
2008년에 설립된 SAC는 3대의 원거리 화물기 C-17 글로브마스터III를 소유하고 운영함으로써 먼 거리에 걸쳐 장비와 요원을 12개 회원국에 수송하는 일을 제공하는 독립적인 다국적 프로그램이다. 이 SAC는 헝가리 서부의 헝가리 방위군 파파 항공기지에 위치한다. 각 참여국은 국가 방위, 북대서양 조약 기구, 유럽 연합, 유엔의 책무, 인도주의적 구호 활동의 요구를 제공하기 위한 임무에 사용할 수 있는 SAC C-17의 사용 가능 비행 시간을 공유하고 있다.
헝가리는 SAC에서 주최국으로서의 특별한 역할을 하고 있다.

## 조직
- 중(重)항공수송비행단
- NATO 항공수송관리프로그램청

## 함대
| 등록번호     | 사진 | 주각번호  |
| ------------ | ---- | --------- |
| F-207/SAC-01 |      | C/N 50208 |
| F-210/SAC-02 |      | C/N 50211 |
| F-211/SAC-03 |      | C/N 50212 |